# Милан Радовић
Милан Радовић (Титово Ужице, 15. јул 1952) бивши је југословенски и српски фудбалер.

## Каријера
Радовић је играо на позицији центарфора. Наступао је у млађим категоријама за Железник, ПКБ и Раднички Пирот. Највеће успехе у каријери је имао од када је прешао 1976. године у Ријеку. Освојио је два пута узастопно Куп Југославије 1978. и 1979. У финалу купа 1978. на стадиону Црвене звезде постигао је једини погодак против Трепче. У сезони 1980/81. био је најбољи стрелац фудбалског првенства Југославије са 26 постигнутих голова. Године 1981. прешао је у француски клуб Стад Брест 29 где је завршио играчку каријеру 1984. године.

## Успеси
- Ријека
  - Куп Југославије: 1978, 1979.
  - Балкански куп: 1978.
- Индивидуални
  - Најбољи стрелац Првенства Југославије: 1981.